# زين الفندي
زين الفندي (15 يناير 1983 بسوريا - ) هو لاعب كرة قدم سوري في مركز الدفاع. شارك مع منتخب سوريا لكرة القدم. أما مع النوادي، فقد لعب مع النادي العربي ونادي الساحل ونادي الشرطة ونادي الطليعة ونادي الفتوة ونادي المحافظة.

## وصلات خارجية
- زين الفندي على موقع قاعدة بيانات كرة القدم.إي يو (الإنجليزية)
- زين الفندي على موقع ناشيونال فوتبول تيمز (الإنجليزية)
- زين الفندي على موقع كووورة